# Pseudagrion ingrid
Pseudagrion ingrid är en trollsländeart som beskrevs av Günther Theischinger 2000. Pseudagrion ingrid ingår i släktet Pseudagrion och familjen dammflicksländor. Inga underarter finns listade i Catalogue of Life.